# Aigue Nègre
Pour les articles homonymes, voir Nègre (homonymie).
L'Aigue Nègre (en occitan vivaro-alpin Aigeneyre, littéralement « Eau noire ») est un ruisseau français qui prend sa source dans le département de l'Ardèche à 1 420 m d'altitude. Il traverse la commune de Sainte-Eulalie.

## Géographie
Prenant sa source dans une lande de bruyère au nord du mont Gerbier-de-Jonc, il est considéré depuis des siècles par les autochtones comme le premier affluent de la Loire qu'il rejoint sur sa rive droite, au pied du mont Gerbier-de-Jonc après 4,6 km de course (le fleuve en a alors parcouru 2,5),.
Du point de vue purement hydrographique, sa vallée étant plus longue, sa pente plus douce, et son débit plus important que ceux de l'illustre cours d'eau, l'Aigue Nègre doit être considérée comme « l'eau mère » et donc le véritable fleuve nommé « Loire ».
Pour des considérations pratiques, touristiques, notamment la proximité avec le mont Gerbier-de-Jonc, on a préféré nommer « Loire » le cours d'eau issu du bassin de réception du flanc sud du mont Gerbier-de-Jonc, l'usage est resté et a été entériné par les cartographes et géographes.
Et on a donc donné le nom d'Aigue Nègre aux premiers kilomètres de la véritable Loire hydrographique en raison des teintes noires de ses eaux, dues à la présence de roches volcaniques, les éruptions étant fréquentes dans la région il y a 12 000 ans.

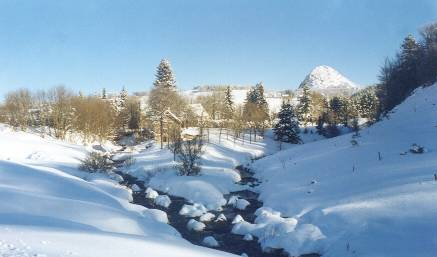
Le confluent l'hiver (L'Aigue Nègre est à gauche, la Loire est à droite, le mont Gerbier-de-Jonc est au fond à droite)